# Phaeophilacris parapilipennis
Phaeophilacris parapilipennis är en insektsart som beskrevs av Otte, D. 1994. Phaeophilacris parapilipennis ingår i släktet Phaeophilacris och familjen syrsor. Inga underarter finns listade i Catalogue of Life.